# Manru
Manru – jedyna opera Ignacego Jana Paderewskiego. Libretto tego dzieła w trzech aktach jest autorstwa Alfreda Nossiga, na podstawie powieści Chata za wsią Józefa Ignacego Kraszewskiego.
Prapremiera Manru odbyła się w Dreźnie 29 maja 1901 roku (śpiewana była wówczas po niemiecku, dyrygował Ernst von Schuch), zaś polska premiera we Lwowie 8 czerwca 1901, a następnie w Teatrze Wielkim w Warszawie 24 maja 1902 roku. Pierwszym tłumaczem libretta na język polski (na potrzeby premiery lwowskiej) był Stanisław Rossowski.
Premiera amerykańska (śpiewana w języku angielskim do przekładu H.E. Krehbiela) odbyła się na scenie Metropolitan Opera w Nowym Jorku 14 lutego 1902, w której to debiutował (w roli tytułowej) Aleksander Bandrowski, dyrygował Walter Damrosch (przyjaciel kompozytora). Opera otrzymała z początku gorące przyjęcie, premiera była określona przez krytyków z „wielkim wyróżnieniem”. Pomimo tego, głównie z powodu wielkich niedostatków libretta, krytykowanego równolegle z pochwałami dla talentu kompozytora i jego muzyki, otrzymała zaledwie 9 przedstawień tego sezonu (1901/1902) (z tego cztery z nich odbyły się na głównej scenie Metropolitan Opera) i nigdy odtąd nie była tam wznowiona. Manru pozostaje do dziś jedyną polską operą, która kiedykolwiek została wystawiona w Metropolitan Opera.
Jeszcze  w sezonie 1901/1902 dzieło to wystawiono w Pradze, Kolonii, Zurychu, Filadelfii, Bostonie, Pittsburghu, Baltimore. Wkrótce jednak zniknęło ze światowego repertuaru. W Polsce Manru powrócił na scenę dopiero w 1930 roku w Poznaniu; w tym samym miejscu operę wznowiono po wojnie (1961). Następnie w Warszawie wznowiono produkcję poznańską, później zaś operę wystawiono we Wrocławiu (1962), w Łodzi (1984; 1987: występy gościnne w Dreźnie) i w Warszawie (1991).
W roku 2006 wystawiono Manru w bydgoskiej Operze Nova w przekładzie polskim Romana Kołakowskiego. To samo wystawienie powtórzono w 16 listopada 2018 w Operze Krakowskiej.
W Teatrze Wielkim – Operze Narodowej w Warszawie dzieło zaprezentowano w październiku 2018 roku w historycznym przekładzie Stanisława Rossowskiego. Główne role wykonali Peter Berger (Manru), Ewa Tracz (Ulana) i Mikołaj Zalasiński (Urok); przedstawienie wyreżyserował Marek Weiss, dyrygował Grzegorz Nowak. Następnie ta sama produkcja została pokazana w grudniu 2018 roku w Teatrze Wielkim w Poznaniu z udziałem m.in. Dominika Sutowicza (Manru), Magdaleny Nowackiej (Ulana) i Mikołaja Zalasińskiego (Urok), pod kierownictwem muzycznym Tadeusza Kozłowskiego.
Manru w inscenizacji Marka Weissa (koprodukcja Teatru Wielkiego – Opery Narodowej w Warszawie i Teatru Wielkiego w Poznaniu) został nominowany w 2019 roku do nagrody zwanej operowym Oscarem – International Opera Awards w kategorii Rediscovered Work (Dzieło odkryte na nowo).
W 2020 roku Narodowy Instytut Fryderyka Chopina wydał na DVD zapis warszawskiego spektaklu Manru z 2018 roku. 

## Nagrania płytowe (CD)
- DUX 0368/0369, Dolnośląska Opera we Wrocławiu (2001), prapremiera nagraniowa
- DUX 9793/2011, Opera Nova w Bydgoszczy, pierwsza rejestracja "Manru" w technice DVD. Nagroda "Złotego Orfeusza" za realizację (2013).